# Trigonopeltastes wappesi
Trigonopeltastes wappesi är en skalbaggsart som beskrevs av Henry Fuller Howden 1988. Trigonopeltastes wappesi ingår i släktet Trigonopeltastes och familjen Cetoniidae. Inga underarter finns listade i Catalogue of Life.